# Уолл, Рейчел
Рейчел Уолл (англ. Rachel Wall; ок. 1760, Карлайл, Пенсильвания — 8 октября 1789, Бостон) — американская пиратка, последняя женщина, повешенная в штате Массачусетс. Возможно, она также была первой американкой, ставшей пиратом.

## Ранние годы
Рейчел Шмидт родилась в Карлайле, провинции Пенсильвания, в набожной пресвитерианской семье. В детстве она жила на ферме неподалеку от Карлайла, но скучала там. В юности Рейчел любила проводить время на набережной. Однажды на неё напала группа девушек в доках, а человек по имени Джордж Уолл спас её от них. Они поженились, несмотря на опасения её матери по поводу этого брака.

## Пиратка
Когда Джордж отправился в море на рыбацкой шхуне после того, как молодожёны переехали в Бостон, Рейчел устроилась работать служанкой. Вернувшись, Джордж привёл с собой пятерых матросов и их любовниц, уговорив Рахиль присоединиться к их развлечениям. Через неделю компания истратила все свои деньги, и Джордж предложил всем стать пиратами, одолжил для этого дела шхуну у своего друга.
Рейчел и её команда орудовали на острове Шоулз, недалеко от побережья Нью-Гэмпшира. Типичная схема их действий была следующая. После штормов Рейчел стояла на палубе и звала на помощь. Когда проходившие мимо судна приходили ей на помощь, людей на них убивали, а всё их имущество присваивали себе. Банде удалось захватить 12 лодок, украсть 6000 долларов наличными и неопределённое количество ценных вещей, а также убить 24 моряка. Всё это происходило в период с 1781 по 1782 год.

## Арест и казнь
После того, как её мужа и его команду случайно смыло в море, Рейчел вернулась в Бостон и вновь стала работать служанкой. Она продолжала наведываться в доки и пробираться в стоящие в гавани лодки, воруя оттуда вещи. Её последняя кража произошла, когда она увидела молодую женщину по имени Маргарет Бендер, шляпкой которой Рейчел очень захотела завладеть. Она попыталась украсть шляпку и вырвать Маргарет язык, но была поймана и арестована. Её судили за грабёж 10 сентября 1789 года, но Рейчел потребовала, чтобы её судили как пирата, утверждая, что она никогда никого не убивала. Однако она была признана виновной в ограблении и приговорена к повешению 8 октября 1789 года. По некоторым сведениям последние её слова были следующими: «…в руки Всемогущего Бога я отдаю свою душу, полагаясь на его милость… и умру недостойным членом Пресвитерианской церкви на 29-м году моей жизни». Она стала последней повешенной женщиной в Массачусетсе.